# Sitonini
Tribu
Sitonini est une tribu de la sous-famille des Entiminae, coléoptères appartenant à la famille des Curculionidae. Son genre type est Sitona.

## Genres
- Catachaenus
- Cecractes
- Ecnomognathus
- Eugnathus
- Schelopius
- Sitona Germar, 1817 (taxon vérifié)
- Sitonitellus  (genre fossile[1])
- Velazquezia